# Insula Europa
Insula Europa (în franceză Île Europa) este o insulă ce face parte din Insulele împrăștiate în Oceanul Indian, un teritoriu francez. Este situată la coordonatele 22°20′S 40°22′E / 22.333°S 40.367°E în sudul Canalului Mozambic la 330 km de Madagascar, și la 550 km de coasta africană, și la 110 km sud-est de Insula Bassas da India.
Insula are o suprafață de 28 km², o fomă aproximativ circulară cu un diametru de aproximativ 7 km și conține în interior o lagună cu suprafață de 900 ha din care 700 ha o reprezintă mangrovele. Lungimea coastei este de 22 km dar nu există porturi, vapoarele acostând în larg. Insula este înconjurată de plaje de coral iar vegetația este reprezentată de o pădure ce ocupă toată insula.

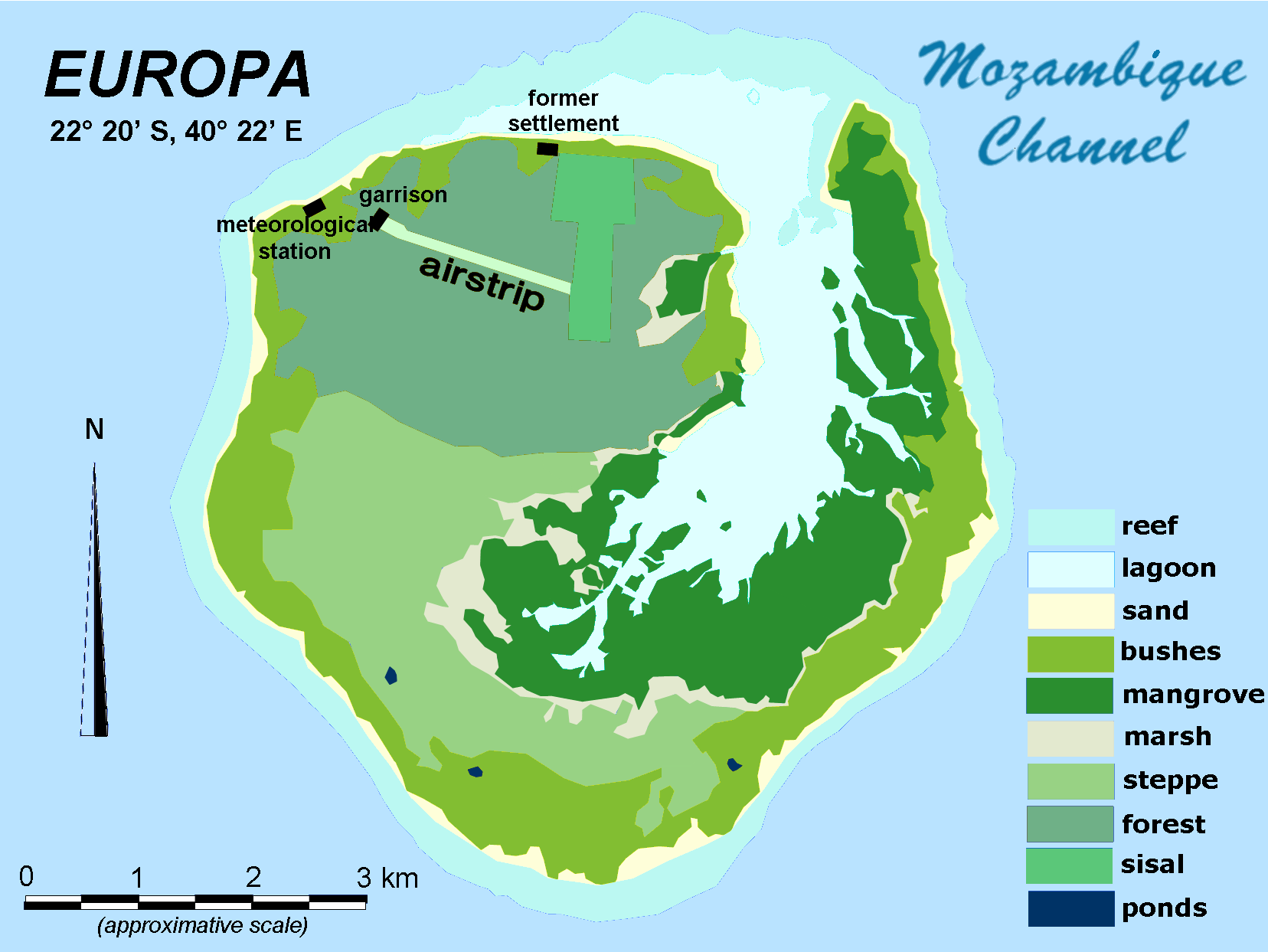
Harta insulei

Insula poartă numele corabiei britanice care a vizitat insula în 1774. Este o posesiune franceză din 1897. Actualmente insula este revendicată de către Madagascar, în perioada colonială franceză, până în 1960, acestea depinzând de colonia Madagascar. Insulele au o importanță strategică,  zona economică exclusivă, care este continuă cu cea a insulei Basas da India, este de aproximativ 123.700 km².
Insula are staționată o garnizoană militară franceză, o stație meteorologică permanentă funcționează pe insulă din anul 1949 și este complet automatizată din anii 1980. Insula este accesibilă cu ajutorul avioanelor datorită unei piste asfaltate de 1500m.